# Château de Logères (Châtel-de-Neuvre)
Le château de Logères  est un édifice situé à Châtel-de-Neuvre, en France.

## Localisation
Le château est situé sur le territoire de la commune de Châtel-de-Neuvre, dans le département de l'Allier, en région Auvergne-Rhône-Alpes, à environ 2,8 km au sud-ouest du bourg.

## Description
Le château est une maison forte de plan rectangulaire à un étage, coiffé d’un haut toit à croupe qui fut percé de lucarnes au XIXe siècle. Une tour d'escalier carrée est accolée sur la façade antérieure. La porte d’entrée qui y était percée fut murée ; elle est surmontée d’un arc en accolade et d’un blason écartelé. Une tourelle rectangulaire tronquée est engagée sur l'autre façade. L'édifice est encore entouré de fossés, partiellement comblés.

## Historique
Le château de Logères date de la fin du XVe siècle ; il appartenait à Gilbert Pointet. Celui-ci obtint en 1513 de la duchesse de Bourbon le droit de justice haute, moyenne et basse sur la terre de Logères. Logères passa par mariage, en 1594, à François de Velard. La dernière représentante de cette famille, Geneviève de Velard, vendit Logères en 1717 à Jacques Hugon, seigneur de Givry. En 1809, ses descendants vendirent Logères à Gilbert de Barthelats, qui devint maire de Châtel-de-Neuvre et fit d’importants travaux au château. Par le mariage de sa petite-fille Gabrielle, il passa ensuite aux Durieu de Lacarelle puis à la famille du Chemin de Chasseval.